# Younger Than Yesterday
Albums de The Byrds
Fifth Dimension
(1966) The Byrds' Greatest Hits
(1967)
Singles
1. So You Want to Be a Rock 'n' Roll Star (en)
Sortie : 9 janvier 1967
2. My Back Pages
Sortie : 13 mars 1967
3. Have You Seen Her Face (en)
Sortie : 22 mai 1967

Younger Than Yesterday est le quatrième album studio du groupe américain de rock The Byrds. Il est sorti en 1967 sur le label Columbia Records.
Comme sur leur précédent album, Fifth Dimension, les Byrds intègrent des éléments de rock psychédélique et de jazz à leur musique folk rock. Avec leur producteur Gary Usher, ils se livrent à toutes sortes d'expérimentations qui vont de l'ajout de cuivres à l'utilisation d'un oscillateur électronique comme instrument de musique. Le bassiste Chris Hillman s'impose aux côtés des guitaristes Jim McGuinn et David Crosby comme le troisième auteur-compositeur du groupe, avec des morceaux aux accents country rock qui présagent l'évolution musicale du groupe dans les mois qui suivent.
À sa sortie, Younger Than Yesterday est bien accueilli par la critique, mais boudé par le public. Il est considéré avec le recul comme l'un des meilleurs albums des Byrds.

## Histoire

### Contexte

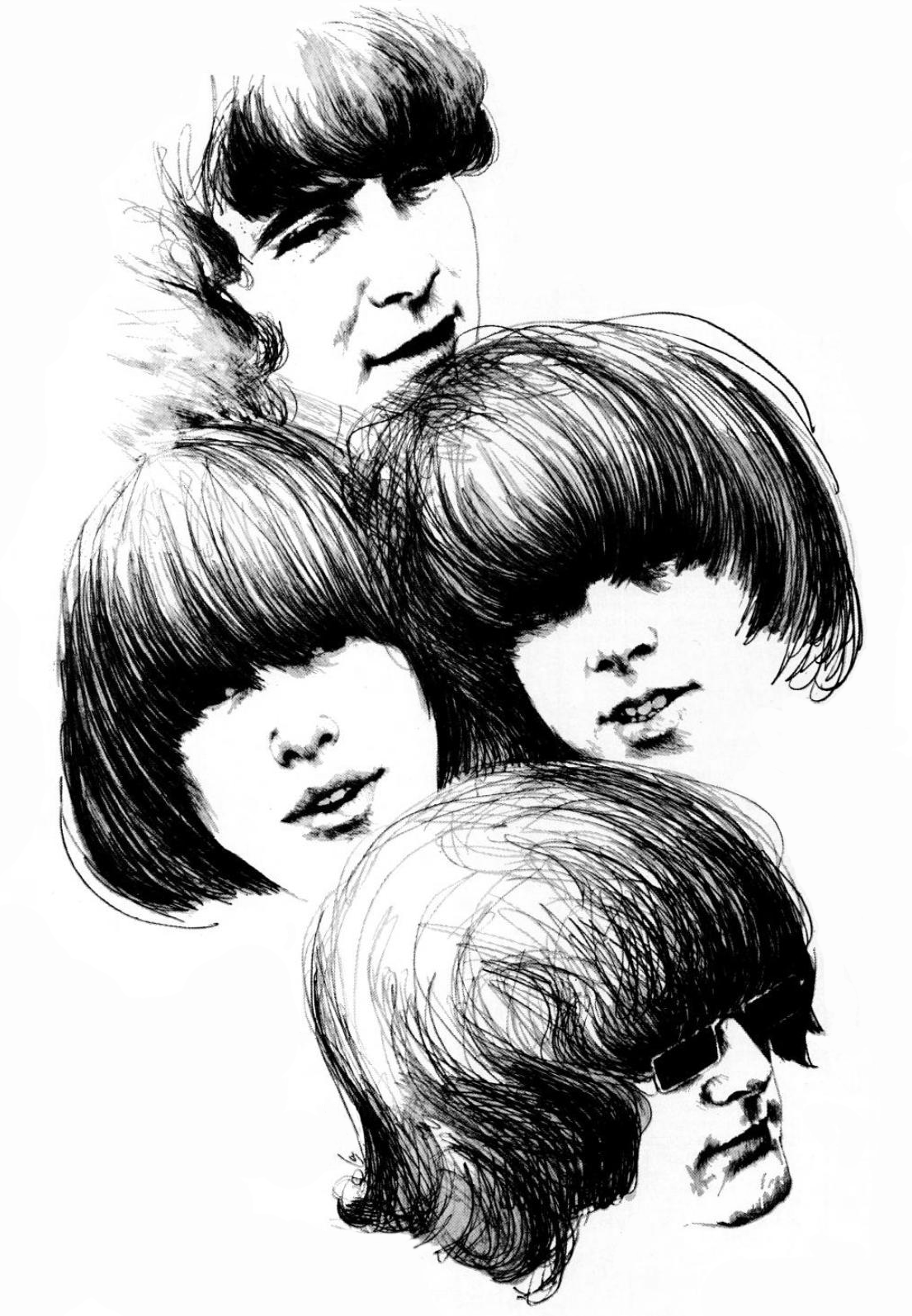
Les Byrds en 1967.

Après deux albums et plusieurs singles à succès, les Byrds publient en 1966 leur troisième 33 tours, Fifth Dimension. Marqué par le départ de Gene Clark, le principal auteur-compositeur du groupe, ce disque et les singles qui en sont extraits sont moins bien accueillis par la critique. À la fin de l'année, le grand public a presque complètement oublié les Byrds.
Réduit au quatuor de Jim McGuinn, David Crosby, Chris Hillman et Michael Clarke, le groupe est également privé de producteur lorsque Allen Stanton, qui a travaillé avec eux sur Fifth Dimension, quitte Columbia Records pour A&M. Pour le remplacer, ils font appel à Gary Usher, ancien partenaire d'écriture de Brian Wilson qui vient de produire le premier album solo de Gene Clark, Gene Clark with the Gosdin Brothers (en),. Son expérience en studio et son goût pour l'innovation s'avèrent précieux pour les Byrds, qui abordent alors la période la plus expérimentale de leur carrière.

### Enregistrement

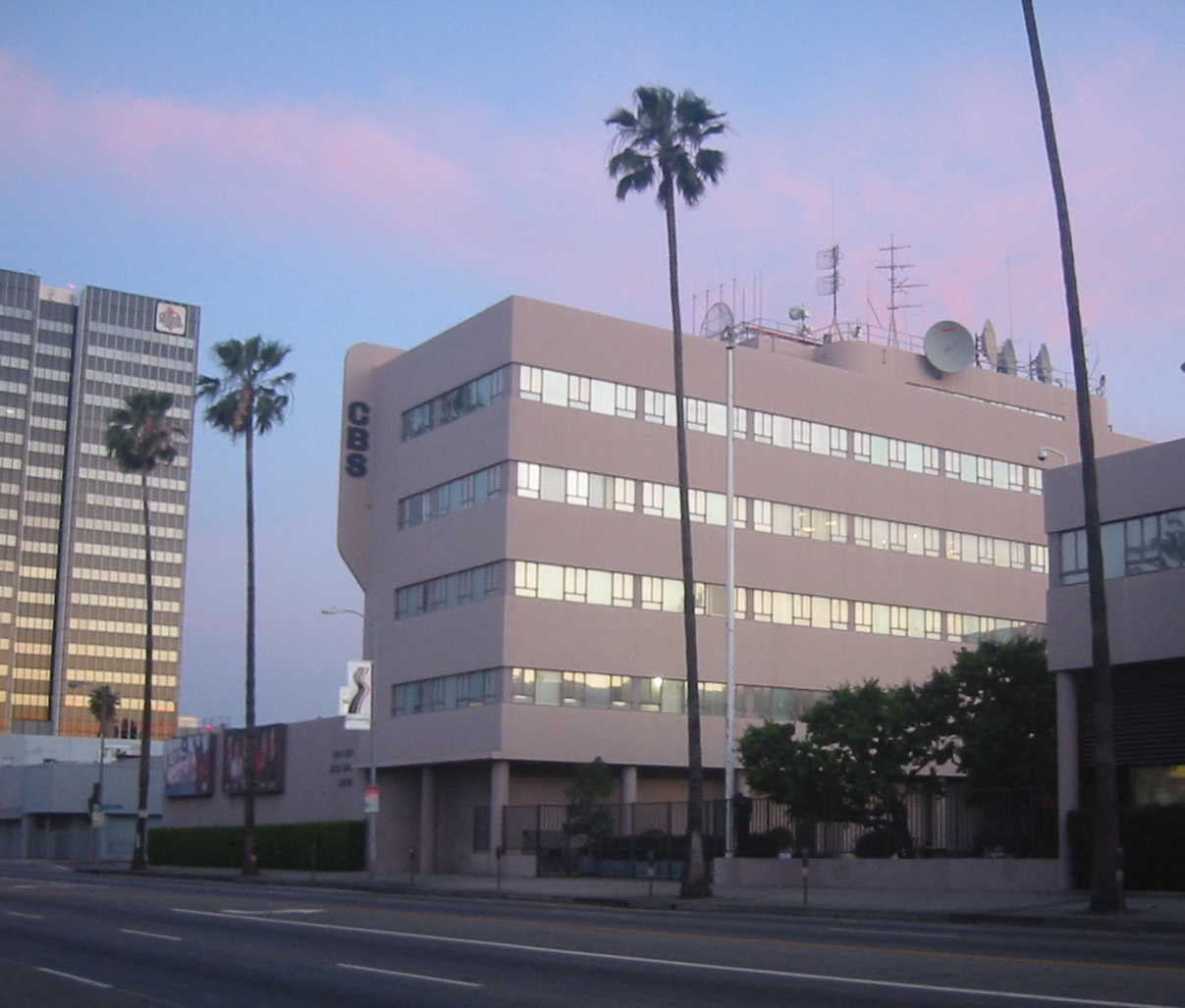
Younger than Yesterday est enregistré aux studios Columbia de Hollywood, en Californie.

Après d'intenses répétitions dans leur résidence sur Sunset Boulevard, les Byrds enregistrent les onze chansons qui constituent leur quatrième album en l'espace de onze jours de travail intensif, du 28 novembre au 8 décembre 1966, aux studios Columbia de Hollywood,. Son titre de travail est Sanctuary, mais il est finalement baptisé d'après un passage du refrain de My Back Pages, chanson de Bob Dylan reprise dessus,.
Gene Clark ayant quitté les Byrds pendant les séances de Fifth Dimension, Younger Than Yesterday est leur premier album enregistré à quatre. Pour compenser son départ, les guitaristes Jim McGuinn et David Crosby continuent à écrire de nouvelles chansons. Ils sont rejoints dans cette entreprise par le bassiste Chris Hillman, qui s'impose alors comme auteur-compositeur-interprète à part entière. Sur les trois premiers albums des Byrds, il ne chante aucun morceau et n'est crédité comme coauteur que d'un seul morceau, Captain Soul, mais il écrit seul et interprète quatre chansons de Younger Than Yesterday et en coécrit le premier single, So You Want to Be a Rock 'n' Roll Star (en), avec McGuinn et Crosby.

### Parution et accueil
Younger Than Yesterday est édité en mono et en stéréo le 6 février 1967 aux États-Unis et le 7 avril 1967 au Royaume-Uni par Columbia Records. Il se classe no 24 des ventes dans le pays d'origine des Byrds et no 37 de l'autre côté de l'Atlantique. Trois singles en sont extraits. Le premier, So You Want to Be a Rock 'n' Roll Star, sort quelques semaines avant l'album, le 9 janvier, et atteint la 29e place du hit-parade américain. Il est suivi de My Back Pages et Have You Seen Her Face, qui atteignent respectivement la 30e (c'est la dernière apparition des Byrds dans le Top 40) et la 74e place.
La presse musicale réserve un accueil favorable à Younger Than Yesterday. Le magazine Billboard lui prédit de belles performances dans les charts et Hi-Fi/Stereo Review estime qu'il reflète bien la situation politique et sociale du moment, tout en offrant une musique agréable et bien produite. Au Royaume-Uni, l'album reçoit également des louanges dans les grands magazines spécialisés que sont Disc, Melody Maker (« pas d'autre mot que beau pour les Byrds »), NME et Record Mirror. La jeune presse underground américaine se montre un peu moins enthousiaste, Crawdaddy! (en) saluant l'éclectisme des Byrds et The Village Voice regrettant l'absence d'innovation de leur part.

### Postérité
Quelque peu négligé par le grand public à sa sortie, Younger Than Yesterday acquiert au fil du temps la réputation d'être l'un des meilleurs albums des Byrds. Il est salué par des critiques comme Richie Unterberger (en) ou Robert Christgau qui le considèrent comme un album essentiel des années 1960. Le magazine Rolling Stone l'inclut dans sa liste des Les 500 plus grands albums de tous les temps en 2003, mais il n'est pas repris dans la nouvelle version de cette liste parue en 2020. Il est également cité dans les ouvrages Les 1001 albums qu'il faut avoir écoutés dans sa vie de Robert Dimery et All Time Top 1000 Albums de Colin Larkin.

## Caractéristiques artistiques
Sur Younger Than Yesterday, les Byrds développent leur style musical dans plusieurs directions. Chris Hillman apporte deux morceaux aux accents country rock : Time Between, une chanson pop inspirée de Paul McCartney qui constitue sa toute première tentative d'écriture, et The Girl with No Name, inspirée par la femme de David Freiberg qui se fait simplement appeler « Girl ». Le jeu de guitare du musicien de studio Clarence White (qui rejoint par la suite les Byrds comme membre à part entière) contribue à leur donner une texture country. Hillman est aussi l'auteur de Have You Seen Your Face, inspirée par les groupes de la British Invasion et jugée suffisamment accrocheuse pour être éditée en single,, et de Thoughts and Words, une méditation métaphysique avec une piste de guitare passée à l'envers pour sonner comme un sitar.
Hillman contribue enfin à l'écriture de la première chanson de l'album, So You Want to Be a Rock 'n' Roll Star, une vision à la fois satirique et bon enfant des groupes de pop préfabriqués comme les Monkees, qui peut également apparaître à certains égards comme une autobiographie des Byrds. La chanson est construite sur la ligne de basse de Hillman et le riff de guitare de Jim McGuinn, joué sur sa Rickenbacker à douze cordes, mais elle inclut également des cris de fans enregistrés lors d'un concert des Byrds à Bournemouth en 1965 et un solo de trompette interprété par le jazzman sud-africain Hugh Masekela. C'est la première fois qu'un instrument de la famille des cuivres apparaît sur une chanson des Byrds.
Les morceaux que Jim McGuinn et David Crosby écrivent, ensemble ou séparément, prolongent les expériences avec le jazz et le rock psychédélique auxquelles ils s'étaient livrés sur Fifth Dimension. Le premier compose avec son ami Bob Hippard C.T.A.-102, chanson qui doit son nom au quasar CTA-102 et évoque la possibilité d'une vie extraterrestre de manière plus sérieuse que Mr. Spaceman, parue l'année précédente sur Fifth Dimension, en utilisant divers effets sonores et un oscillateur électronique comme instrument. McGuinn et Crosby cosignent Renaissance Fair, inspirée par une visite de Crosby à la Renaissance Pleasure Faire of Southern California. Ses paroles évoquent les sensations d'une fête médiévale sous le prisme de l'idéalisme hippie. Crosby apporte également un morceau mélancolique et jazzy, Everybody's Been Burned. Considérée à la sortie de l'album comme un progrès musical significatif, cette chanson date en réalité de 1962, deux ans avant la naissance des Byrds. Johnny Rogan estime qu'elle propose l'une des meilleures performances vocales de Crosby et l'un des meilleurs solos de guitare de McGuinn.
Les ambitions créatrices de Crosby sont sources de tensions au sein des Byrds. Il s'oppose notamment à l'inclusion de la reprise de My Back Pages de Bob Dylan, arguant qu'il s'agit de la quatrième fois qu'ils reprennent un morceau issu de l'album Another Side of Bob Dylan et qu'il s'agit d'une régression artistique. Il n'a pas gain de cause et les critiques considèrent généralement qu'elle constitue l'une des meilleures reprises de Dylan enregistrées par les Byrds. À l'inverse, Crosby obtient que sa composition Mind Gardens soit incluse, contre l'opinion des autres membres du groupe qui n'apprécient pas ce morceau atmosphérique, dépourvu de rythme. Souvent jugé complaisant, il constitue l'une des expérimentations les plus poussées des Byrds dans le raga rock,. Crosby obtient également que l'album s'achève sur une nouvelle version de Why (en), un morceau qu'il a coécrit avec McGuinn et qui a déjà vu le jour l'année précédente en face B du single Eight Miles High. Ses raisons sont inconnues, mais d'après le roadie Jimmi Seiter (en), c'est pour lui un moyen facile d'accroître sa part dans les crédits d'écriture de l'album.

## Fiche technique

### Titres
| 1. | So You Want to Be a Rock 'n' Roll Star (en) | Jim McGuinn, Chris Hillman     | 2:05 |
| 2. | Have You Seen Her Face (en)                 | Chris Hillman                  | 2:25 |
| 3. | C.T.A.-102                                  | Jim McGuinn, Robert J. Hippard | 2:28 |
| 4. | Renaissance Fair                            | David Crosby, Jim McGuinn      | 1:51 |
| 5. | Time Between                                | Chris Hillman                  | 1:53 |
| 6. | Everybody's Been Burned                     | David Crosby                   | 3:05 |

| 7.  | Thoughts and Words    | Chris Hillman             | 2:56 |
| 8.  | Mind Gardens          | David Crosby              | 3:28 |
| 9.  | My Back Pages         | Bob Dylan                 | 3:08 |
| 10. | The Girl with No Name | Chris Hillman             | 1:50 |
| 11. | Why (en)              | Jim McGuinn, David Crosby | 2:45 |

La réédition CD de 1996 inclut six titres supplémentaires :
| 12. | It Happens Each Day | David Crosby               | 2:44 |
| 13. | Don't Make Waves | Jim McGuinn, Chris Hillman | 1:36 |
| 14. | My Back Pages (version alternative)                                                                                        | Bob Dylan                  | 2:42 |
| 15. | Mind Gardens (version alternative)                                                                                         | David Crosby               | 3:17 |
| 16. | Lady Friend | David Crosby               | 2:30 |
| 17. | Old John Robertson (en) (face B du single Lady Friend, inclut en morceau caché la piste de guitare de Mind Gardens isolée) | Jim McGuinn, Chris Hillman | 5:05 |

### Musiciens

#### The Byrds
- Jim McGuinn : guitare solo, chant
- Chris Hillman : basse, chant ; guitare acoustique sur It Happens Each Day
- David Crosby : guitare rythmique, chant
- Michael Clarke : batterie

#### Musiciens supplémentaires
- Hugh Masekela : trompette sur So You Want to Be a Rock 'n' Roll Star et Lady Friend
- Cecil Barnard (en) : piano sur Have You Seen Her Face
- Jay Migliori (en) : saxophone sur Renaissance Fair
- Vern Gosdin (en) : guitare acoustique sur Time Between
- Clarence White : guitare sur Time Between et The Girl with No Name
- Daniel « Big Black » Ray : percussions
- Van Dyke Parks : orgue sur My Back Pages

### Équipe de production
- Gary Usher : production
- Frank Bez : photographie

### Classements et certifications
| Classement                    | Meilleure position |
| ----------------------------- | ------------------ |
| États-Unis (Billboard 200)    | 24                 |
| Royaume-Uni (UK Albums Chart) | 37                 |